# König-Fahd-Pokal 1992
Der König-Fahd-Pokal 1992 (englisch King Fahd Cup 1992) war die erste Ausspielung eines interkontinentalen Fußball-Wettbewerbs für Nationalmannschaften mit mehr als zwei Teilnehmern und fand vom 15. bis zum 20. Oktober in Saudi-Arabien statt. Erste Versuche eines interkontinentalen Wettbewerbs für Nationalmannschaften waren der Artemio-Franchi-Pokal mit ausschließlich europäischer und südamerikanischer Beteiligung und der Afro-Asien-Pokal für Nationalmannschaften. Das Turnier gilt als Vorläufer des erstmals 1997 ausgetragenen FIFA-Konföderationen-Pokals.
Südamerikameister Argentinien gewann das Turnier im Finale gegen den Gastgeber und Asienmeister Saudi-Arabien.

## Spielort
Alle Begegnungen des Wettbewerbs fanden in Riad, der Hauptstadt Saudi-Arabiens, im König-Fahd-Stadion statt.
| \| Riad \|                     |
| Spielort 1997 in Saudi-Arabien |
| Riad                           |

| Riad |

## Teilnehmer

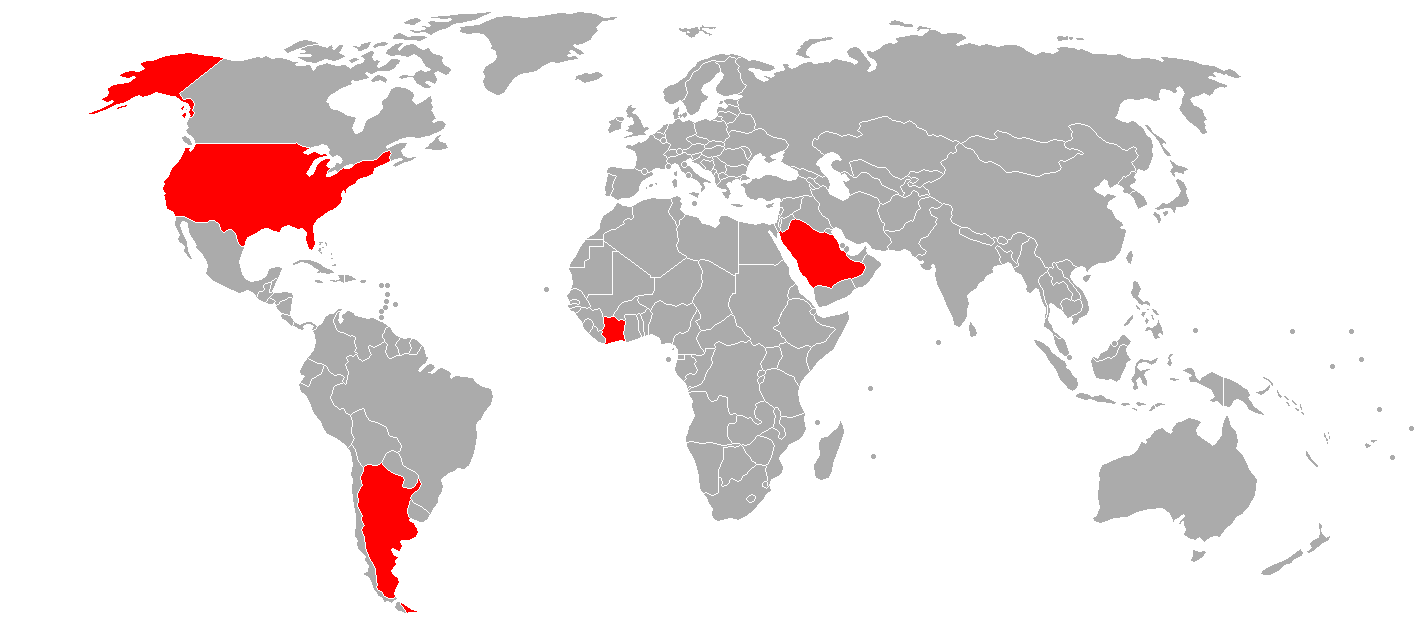
Die vier Teilnehmer

Nur drei kontinentale Meister nahmen die Einladung von König Fahd ibn Abd al-Aziz an und spielten beim kontinentalen Pokal:
- Argentinien – Sieger der Copa América 1991
- die Elfenbeinküste – Sieger des African Cup of Nations 1992
- die USA – Sieger des CONCACAF Gold Cup 1991.

Hinzu kam noch das Gastgeberteam aus Saudi-Arabien, Asienmeister von 1988.

## Finalrunde

### Halbfinale
|             |   |               |           |
| 15. Oktober |   |               |           |
| USA         | – | Saudi-Arabien | 0:3 (0:0) |

Der 3:0-Sieg des Gastgebers Saudi-Arabien gegen die USA unter Trainer Bora Milutinović war in der Höhe eine Überraschung.
|             |   |                |           |
| 16. Oktober |   |                |           |
| Argentinien | – | Elfenbeinküste | 4:0 (2:0) |

Durch zwei Treffer von Gabriel Batistuta entschied Argentinien das Spiel bereits in den ersten zehn Minuten. Ricardo Altamirano und Alberto Acosta erhöhten nach der Pause, anschließend schaltete die Mannschaft von Alfio Basile einen Gang zurück, sonst wäre das Ergebnis noch deutlicher ausgefallen.

### Spiel um Platz 3
|             |   |                |           |
| 19. Oktober |   |                |           |
| USA         | – | Elfenbeinküste | 5:2 (2:1) |

Nach der hohen Niederlage im ersten Spiel gewann die Nationalmannschaft der USA immerhin das Spiel um Platz drei gegen die Elfenbeinküste. Die Tore für die USA erzielten Marcelo Balboa (12. Spielminute), Cobi Jones (31.), Eric Wynalda (56.) und Bruce Murray (67. und 83. Minute). Zum zwischenzeitlichen Ausgleich der Elfenbeinküste traf Abdoulaye Traoré (16.), das 2:4 schoss Donald-Olivier Sié (76.).

### Finale
|             |   |               |           |
| 20. Oktober |   |               |           |
| Argentinien | – | Saudi-Arabien | 3:1 (2:0) |

Der Vizeweltmeister von 1990 gewann vor 75.000 Zuschauern im König-Fahd-Stadion gegen den Gastgeber Saudi-Arabien mit 3:1 durch Tore von Leonardo Rodríguez (18. Spielminute), Claudio Caniggia (24.) und Diego Simeone (64.). Den Ehrentreffer für Saudi-Arabien erzielte Said al-Uwairan in der 65. Minute. Mit dem Finalsieg war die Mannschaft nunmehr seit 20 Spielen ungeschlagen.

## Torschützenliste
| Rang | Spieler                  | Tore |
| ---- | ------------------------ | ---- |
| 1    | Gabriel Batistuta        | 2    |
|      | Bruce Murray             | 2    |
| 3    | Beto Acosta              | 1    |
|      | Ricardo Altamirano       | 1    |
|      | Claudio Caniggia         | 1    |
|      | Leonardo Rodríguez       | 1    |
|      | Diego Simeone            | 1    |
|      | Donald-Olivier Sié       | 1    |
|      | Abdoulaye Traoré         | 1    |
|      | Fahd al-Harifi al-Bischi | 1    |
|      | Khaled al-Muwallid       | 1    |
|      | Said al-Uwairan          | 1    |
|      | Yousuf al-Thunayan       | 1    |
|      | Marcelo Balboa           | 1    |
|      | Cobi Jones               | 1    |
|      | Eric Wynalda             | 1    |

## Fazit
Argentinien siegte souverän und nutzte das Turnier, um sich auf die Copa América 1993 in Ecuador und die Weltmeisterschaft 1994 in den USA vorzubereiten. Nationaltrainer Alfio Basile hatte mit Gabriel Batistuta einen der Torschützenkönige des Turniers in den eigenen Reihen. Zudem spielten die meisten seiner Spieler in europäischen Fußballvereinen, z. B. Fernando Redondo (CD Teneriffa), Claudio Caniggia (AS Rom), Diego Simeone (FC Sevilla) und Sergio Goycochea (Stade Brest).
Das Turnier war in Saudi-Arabien ein Erfolg. 169.500 Zuschauer, das sind im Schnitt 42.375 Besucher pro Spiel, sahen die vier Partien.